# Wirtschaftsstrafgesetz 1954
Das Wirtschaftsstrafgesetz 1954 (WiStrG 1954)  umfasst nicht das gesamte Wirtschaftsstrafrecht, vielmehr sichert es die Anwendung von Sicherungsvorschriften strafrechtlich ab. Zusätzlich enthalten §§ 2–6 WiStrG 1954 Ordnungswidrigkeiten, die teilweise an § 1 WiStrG 1954 anknüpfen, teilweise aber thematisch auch gänzlich abweichen (Schutz von Wohnraummietern in §§ 5, 6 WiStrG 1954).
Das WiStrG 1954 trat an die Stelle des, aufgrund der wirtschaftlichen Konsolidierung nicht mehr benötigten, Wirtschaftsstrafgesetzes vom 26. Juli 1949. Wesentliche Änderungen erfuhr es 1993 (Neufassung des § 5 WiStrG 1954), und 2018 (Einfügung des § 6 WiStrG 1954).
Verurteilt nach dem WiStG 1954 wurden in den Jahren 2019, 2014 jeweils eine Person. In den Jahren 2018, 2017, 2016, 2015, 2013, 2012, 2011 sind keine Verurteilungen ausgewiesen.

## Inhalt
§ 1 WiStrG 1954 schützt die staatliche Wirtschaftslenkung und ist nur dann erfüllt, wenn gegen Rechtsverordnungen verstoßen wird, die aufgrund ausgewählter Sicherungsvorschriften erlassen wurden. Unter diese Sicherungsvorschriften fallen das Wirtschaftssicherstellungsgesetz, das Verkehrssicherstellungsgesetz das Wassersicherstellungsgesetz, und das Ernährungssicherstellungs- und -vorsorgegesetz. Nicht erfasst vom WiStrG 1954 sind folglich Verstöße gegen die Rechtsverordnungen der anderen Sicherungsgesetze (Arbeits- und Energiesicherungsgesetz, Postsicherstellungsgesetz, Telekommunikationsgesetz (§§ 184 bis 190) und das Verkehrsleistungsgesetz). Von der Norm erfasst sind auch an die Rechtsverordnungen anknüpfende ergangene vollziehbare Verwaltungsanordnungen. Der Verstoß kann vorsätzlich (Freiheitsstrafe bis zu fünf Jahren oder Geldstrafe) oder fahrlässig (§ 1 Absatz 4 WiStrG 1954, Freiheitsstrafe bis zu zwei Jahren oder Geldstrafe) erfolgen. Der Versuch ist strafbar (§ 1 Absatz 2 WiStrG 1954).
§ 2 WiStrG 1954 privilegiert denjenigen, dessen Tat ungeeignet ist, die Versorgung merkbar zu stören (dies ist etwa der Fall bei kleinen Mengen für den hauswirtschaftlichen Bedarf) und auch keine sonstigen Ziele des jeweiligen Sicherungsgesetzes merkbar beeinträchtigt. Dann liegt nämlich keine Straftat, sondern lediglich eine Ordnungswidrigkeit vor, weil das Tatunrecht gering ist. Die Privilegierung kommt dem Täter allerdings nicht zugute, wenn er beharrlich handelt. Dies setzt zumindest eine einmalige Wiederholung und daneben eine besondere Hartnäckigkeit oder Gleichgültigkeit gegenüber der Rechtsordnung voraus. Die Geldbuße beträgt bis zu 25.000 Euro (§ 2 Absatz 3 WiStrG 1954), bei fahrlässiger Tat ist sie maximal halb so hoch (§ 17 Absatz 2 OWiG). Die Geldbuße kann allerdings dann höher ausfallen, wenn der aus der Tat gezogene wirtschaftliche Vorteil größer ist (§ 17 Absatz 4 OWiG). Der Versuch der Ordnungswidrigkeit ist mit der gleichen Geldbuße bedroht wie die Vollendung (§ 2 Absatz 3 WiStrG 1954).
§ 3 WiStrG 1954 regelt Verstöße gegen Preisvorschriften, z. B. über Preisauszeichnungen. Hier können auch Verstöße gegen die Preisangabenverordnung durch § 3 WiStrG 1954 erfasst werden.
§ 4 WiStrG 1954 flankiert den Schutz gegen den Wucher, der unter Umständen auch nach § 291 StGB erfasst werden kann.
§ 5 WiStrG 1954 flankiert hingegen den Schutz gegen den Mietwucher, der unter Umständen auch nach § 291 StGB erfasst werden kann. Die Vorschrift des § 5 Abs. 2 WiStrG 1954 regelt, wann ein Mietpreis als unangemessen hoch gilt.
§ 6 WiStrG 1954 normiert eine Ordnungswidrigkeit, die dem Schutz des Mieters vor dem „Herausmodernisieren“ dient. „Herausmodernisieren“ bedeutet, dass gezielt Wohnraum modernisiert wird, um infolge der Mietkostensteigerung eine Kündigung seitens des Mieters oder eine sonstige Aufhebung des Mietverhältnisses herbeizuführen.
Der Täter (regelmäßig, aber nicht zwingend der Vermieter) muss hierfür zunächst eine bauliche Veränderung durchführen oder durchführen lassen. Eine bauliche Veränderungen sind dabei Modernisierungsmaßnahmen im Sinne des § 555b BGB, Erhaltungsmaßnahmen im Sinne des §555a BGB, oder aber auch Änderungen bezüglich der Anlagentechnik. Diese Handeln muss dann geeignet sein, für den Mieter zu erheblichen, objektiv nicht notwendigen Belastungen führen. Wann dies gegeben ist, soll vom Einzelfall abhängen. Hierunter soll schikanöses, unvernünftigen Verhalten fallen. Die Beeinträchtigung muss dabei real vorliegen. Beispielsweise lässt sich das grundlose Abstellen von Strom oder die Lagerung von Bauschutt im Wohnungszugang nennen. Ferner das Aushängen der Haustür für einen längeren Zeitraum ohne Grund oder das Verrichten von Bautätigkeiten die besonders laut sind zu unangemessenen Tageszeiten. Die Formulierung ist sehr vage.
Der Täter muss mit Vorsatz handeln. Hinsichtlich der Aufhebung des Mietverhältnisses bedarf es Absicht, es muss sich also als wesentliche Zweck der Durchführung darstellen. Ein Erfolg, also eine Aufhebung des Mietverhältnisses wird nicht vorausgesetzt. Die Ordnungswidrigkeit kann mit einer Geldbuße bis zu 100.000 Euro geahndet werden.
Die Vorschrift wird wohl, aufgrund von Beweisschwierigkeiten, keine große Bedeutung haben. Außerdem wird die Übereinstimmung mit dem Bestimmtheitsgrundsatz und damit die Vereinbarkeit mit der Verfassung infrage gestellt.
Die § 7 bis § 13 WiStrG 1954 enthalten ergänzende Vorschriften, u. a. zur Vermögensabschöpfung bezüglich des Mehrerlöses, also des Unterschiedsbetrags zwischen dem zulässigen und dem unrechtmäßigerweise erzielten höheren Preis, und zur Einziehung.